# Elizabeth Losey
Elizabeth Brown Losey (de soltera Beard) (1912-2005) fue una conservacionista estadounidense reconocida como la primera mujer bióloga de una Reserva Natural.

## Educación
Losey nació en East Orange, Nueva Jersey en 1912. Fue a la escuela secundaria en Lynn, Massachusetts. Se graduó de la Universidad de Míchigan con un título en gestión y conservación de la vida silvestre Inicialmente, Losey no pudo encontrar trabajo porque era mujer. Trabajó como asistente de investigación para la Universidad de Míchigan hasta 1952. Creó una serie de materiales didácticos sobre el manejo de la vida silvestre, incluido el Esquema del manejo de las aves de caza de las tierras altas (1947).

## Carrera profesional
En 1947 fue empleada por el Servicio de Pesca y Vida Silvestre de los Estados Unidos como bióloga en el Refugio Nacional de Vida Silvestre Seney. Su tarea era comprender la importancia de los castores en el manejo de las aves acuáticas. Losey fue la primera mujer bióloga investigadora del país. Ella renunció cuando le dijeron que la iban a trasladar al Oeste, ya que en ese momento "el romance se había infiltrado". Solo estuvo empleada por la agencia durante tres años, pero desarrolló una exitosa carrera como ornitóloga. Rachel Carson reconoció los preparativos de Losey para un manuscrito sobre cisnes trompetistas como "un excelente trabajo en la organización del material para una historia eficaz". En 1964 publicó su observación de las crías de patos en el Refugio Nacional de Vida Silvestre de Seney.
Losey viajó por Estados Unidos y Canadá tomando fotografías de puestos de comercio de pieles y coleccionando arte nativo americano, que luego fue donado al Museo de Arte DeVos en Michigan. Losey escribió dos libros. Que sean recordados: La historia de los fuertes del comercio de pieles, la historia de la Compañía de la Bahía de Hudson y el comercio de pieles de 1600, se publicó en 1999. Su segundo, Seney National Wildlife Refuge: su historia, se publicó en 2003. Permaneció como voluntaria en el Refugio Nacional de Vida Silvestre Seney hasta su muerte en 2005. A la edad de 92 años, escribió su último artículo revisado por pares sobre la historia del urogallo de cola afilada, que se publicó después de su muerte. Fue patrocinadora vitalicia de Delta Waterfowl Foundation. Se la considera pionera en igualdad de género dentro del trabajo de campo.